# Monumento al 38º parallelo
Il monumento al 38º Parallelo sorge a Bocale, zona di Reggio Calabria, nel punto esatto dove tale parallelo incontra la strada statale 106 Jonica.
Il monumento fu creato nel 1987 in seguito al congresso internazionale della Società Dante Alighieri, e vuole celebrare un ideale legame di pace e collaborazione fra tutte le città che giacciono sul 38º parallelo.
Il monumento è costituito da un basamento a forma di tronco di piramide, sovrastato da un monolito di marmo di Carrara orientato lungo il parallelo. Sul lato obliquo del basamento sono posti dei medaglioni con l'emblema delle 6 città attraversate dal 38º parallelo: Reggio Calabria, Seul, Smirne, Atene, San Francisco e Cordova.
Sul retro del monolito è possibile leggere la seguente iscrizione:
(Carrara 67 Congresso Internazionale Reggio Calabria 68 - Società Dante Alighieri - 2 settembre 1987)